# صندوق الاستثمار الحكومي للمعاشات التقاعدية (اليابان)
الصندوق الحكومي الاستثماري للمعاشات الياباني (GPIF)، هي وكالة إدارية مدمجة (مؤسسة إدارية مستقلة)، أسستها الحكومة اليابانية؛ وهي أكبر مجمع لمدخرات التقاعد في العالم. يعد هذا الصندوق في اليابان أكبر مستثمر في الصناديق العامة في اليابان من حيث الأصول ومؤيد رئيسي لمبادئ الإشراف.
أنشئ صندوق الاستثمار الحكومي للمعاشات التقاعدية (GPIF) بناءً على مبادئ الاستثمار التالية:
- يجب أن يكون الهدف الشامل هو تحقيق عوائد الاستثمار المطلوبة لنظام التقاعد العام بأقل قدر من المخاطر، فقط لصالح متلقي المعاشات التقاعدية من منظور طويل الأجل، وبالتالي المساهمة في استقرار النظام.
- يجب أن تكون إستراتيجية الاستثمار الأساسية هي التنويع حسب فئة الأصول والمنطقة والإطار الزمني. مع الاعتراف بتقلبات أسعار السوق على المدى القصير، سنحقق عوائد الاستثمار بطريقة أكثر استقرارًا وكفاءة من خلال الاستفادة من أفق الاستثمار طويل الأجل الخاص بنا، بينما في نفس الوقت سنضمن سيولة كافية لدفع فوائد التقاعد.
- نقوم بصياغة مزيج أصول السياسة، وإدارة المخاطر والسيطرة عليها على مستويات محفظة الأصول الإجمالية، وكل فئة أصول، وكل مدير أصول. نحن نوظف كلا من الاستثمارات السلبية والنشطة على عوائد قياسية (أي متوسط عوائد السوق) المحددة لكل فئة من فئات الأصول، بينما نبحث عن فرص استثمارية مربحة غير مستغلة.
- من خلال الوفاء بمسؤولياتنا، سنستمر في تحقيق أقصى قدر من عوائد الاستثمار في الأسهم المتوسطة إلى الطويلة الأجل لصالح متلقي المعاشات التقاعدية.

قام الصندوق بتنويع الاستثمارات مع مؤسسات إدارة الأصول الخارجية

## روابط خارجية
- الموقع الرسمي (باللغة الإنجليزية)
- GPIF معهد SWF الشخصي